# Humfry Payne
Humfry Gilbert Garth Payne (* 19. Februar 1902 in Wendover, Buckinghamshire; † 9. Mai 1936 in Athen) war ein englischer Klassischer Archäologe und Direktor der British School at Athens von 1929 bis zu seinem Tod.

## Leben
Humfry Payne war der einzige Sohn von Edward John Payne, Historiker am University College Oxford, und dessen Frau Emma L. H. Pertz. Seine ältere Schwester war die Astronomin Cecilia Payne-Gaposchkin. Payne besuchte die Westminster School, anschließend das Christ Church College in Oxford, wo er mit hervorragenden Ergebnissen seine Klassischen Studien abschloss. 
Nach dem Studium folgten Forschungsstipendien des Christ Church Colleges und eine Assistentenstelle am Ashmolean Museum, die er für Studien zur Archäologie der Mittelmeerländer nutzte. 1927 gewann er den Conington Prize for classical learning für seine Arbeiten zur griechischen Vasenmalerei. Er kontrollierte teilweise die Arbeiten von John D. Beazley und Alan Blakeway, mit denen er gemeinsam Arbeiten über die attisch-schwarzfigurige Keramik von Naukratis publizierte. Anschließend studierte und ordnete er das dort ebenfalls vorhandene keramische Material aus Korinth. Die Ergebnisse dieser Forschungen legte er 1931 in dem Werk Necrocorinthia vor, das seinen Ruhm in archäologischen Kreisen weltweit begründete.
Von 1927 bis 1929 verbrachte Payne die Sommer bei archäologischen Ausgrabungen auf Kreta in der Gegend um Knossos. Als Anerkennung für diese Arbeiten wurde er 1929 Direktor der British School at Athens. 1930 initiierte er die Ausgrabungen in Perachora, eine Siedlung auf der Halbinsel Geraneia im Golf von Korinth. Heiligtum und Hafenanlage wurden von 1930 bis 1933, 1939 und in den 1960ern ergraben. Die Ergebnisse, überwiegend von Payne geschrieben, wurden in dem Werk Perachora. The sanctuaries of Hera Akraia and Limenia 1940 von Thomas J. Dunbabin herausgegeben.
Payne forschte auch über die archaischen Skulpturen, die in den 1880er und 1890er Jahren auf der Akropolis in Athen gefunden worden waren. 1936 unter dem Titel Archaic marble sculpture from the Acropolis publiziert, bestätigte es seine wissenschaftliche Reputation, konnte er doch Skulpturenfragmente wie den Reiter Rampin wieder zusammenführen, die weit verstreut in verschiedenen Museen lagen, und einen neuen Ansatz in der Erforschung archaischer Plastik und Skulptur etablieren. 1936 wurde Payne korrespondierendes Mitglied der Bayerischen Akademie der Wissenschaften.
Payne war seit 1926 mit der späteren Schriftstellerin und Filmkritikerin Dilys Powell (1901–1995) verheiratet. Er starb 1936 an einer Staphylokokken-Infektion im Evangelismos-Krankenhaus in Athen. Er wurde auf dem Friedhof von Agios Georgios in Mykene beigesetzt. Sein Grabstein trägt die Worte „Weint nicht um Adonis“.

## Schriften (Auswahl)
- Necrocorinthia. A study of Corinthian art in the archaic period. Clarendon Press, Oxford 1931.
- Protokorinthische Vasenmalerei. Keller, Berlin 1933 (Nachdruck Zabern, Mainz 1974).
- mit Gerard Mackworth Young (Photos): Archaic marble sculpture from the Acropolis. Cresset Press, Manchester 1936.
- Perachora. Sanctuaries of Hera Akraia and Limenia. Excavations of the British School of Archaeology at Athens 1930-1933. Clarendon Press, Oxford 1940 (hrsg. von T. J. Dunbabin).